# Ann Larsson
Ann Larsson (Suecia, 25 de junio de 1955) es una atleta sueca retirada especializada en la prueba de Relevo 4 x 400 metros, en la que consiguió ser campeona europea en pista cubierta en 1974.

## Carrera deportiva
En el Campeonato Europeo de Atletismo en Pista Cubierta de 1974 ganó la medalla de oro en los relevos de 4 x 400 m, con un tiempo de 3:38.15 segundos, llegando a meta por delante del equipo búlgaro.